# マダム路子
マダム 路子（マダム みちこ、1940年7月7日 - ） 旧名は山野路子（やまの みちこ）本名：品川路子（しながわ みちこ）は、日本の美容師、作家・YouTuber、一般社団法人国際魅力学会会長。「魅力学」のメソッドと魅力人育成の意義を説かれ普及・伝承者への道を薦める。東京都中央区日本橋中洲出身。次男はお笑い芸人の品川祐。

## 経歴
1940年（昭和15年）東京都中央区日本橋中洲で、品川五悦郎35歳、妻花子28歳の長女として誕生。戦中、富山県、埼玉県蓮田市に疎開。1945年（昭和20年）に戦争が終わり翌年、東京都千代田区麹町二番町の社宅に戻る。父親が勤務していた「日本鉛管株式会社」社長の自宅跡地に建てた社宅（敷地千坪）だった。
麹町小学校に進学。入学した1947年（昭和22年）は校舎の3階に戦争被災した方が住み、階段の手すりに焼け焦げ、地下室は壁がところどころ落ち瓦礫が放置された状態だった。家族全員で平和な日常が戻ってきたが、戦時中に出会った戦死者や三男の兄の死に表面的に明るい少女だったが、陰と鬱を抱えた少女だった。
山脇学園中学校・高等学校に進学、在学中は演劇クラブに在籍。将来はミュージカル女優になることを夢みていた。成長期につれてニキビがひどくなり【対面恐怖症】【赤面恐怖症】状態となり「女性の美」について考えはじめる。
日本美容専門学校を卒業後、1959年（昭和34年）女優志願中に東宝宝塚文芸部・演出家のメンター丸尾長顕から魅力学の伝承者の指名を受ける。1963年（昭和38年）美容学全般を学び21歳で美容師資格取得。翌年、22歳の若さで日本初の魅力学研究家・美容家のプロ講師としてデビュー。当時の日本は戦後の国難から高度成長へと向かっており、同世代の大学生が反政府運動のデモ、社会的地位、男女格差を無くすため女性が持つそれぞれの魅力を引き出し、活動の場を広げたいと強く思う。「魅力学」を一躍世に広めた。時には自身がモデルともなる。その後、フジテレビのプロデューサーからイベント審査員のオファーを貰う。そのことがキッカケで山野美容専門学校創立者で美容界の教祖・山野愛子と出会う。
付き合いはじめて3か月後にプロポ－ズを受けた山野愛子の次男・山野凱章とその翌年の1965年（昭和40年）1月に23歳で結婚。当時では珍しいできちゃった結婚だった。同年7月26日テレビ出演した後に長女・中原晴美を出産。山野路子として美容界で活躍したが35歳で離婚。マダム路子に改名。
1988年（昭和63年）48歳で俳優の片岡五郎（当時47歳）と出会う。1999年（平成11年）59歳で片岡五郎（当時53歳）と【社会奉仕】と【魅力人のリーダー育成】を掲げ、一般社団法人国際魅力学会を設立し会長に就任。2007年（平成19年）67歳で片岡五郎（当時63歳）と再婚。2011年（平成23年）に片岡五郎は俳優仲間とYouTube制作編集のビジネスを開始。2013年（平成25年）にマダム路子が制作担当に参加。有名、無名を問わず多数の番組を公開。ここから現在活躍する多くの有名YouTuberを輩出する。
2000年（平成12年）から【魅力心理学士】取得講座を開講、早稲田大学エクステンションセンターで【魅力心理学講座】を指導（～2008年）。2012年（平成24年）ミセス日本グランプリ名誉顧問に就任（～2015年）。2013年（平成25年）インターネットジャパンアクターズTV制作会長就任。2015年（平成27年）東京御苑ロータリクラブ創立会員。2017年（平成29年）副会長に就任。2021年（令和3年）4月、自身のYouTubeチャンネル『新・マダム路子チャンネル』を開設。
2022年（令和4年）9月、マダム路子の魅力研究所創立。
現在までに著書38冊を出版。新聞、雑誌、テレビなど多方面のメディアで活躍中。株式会社フジフーズ食品・伊藤美容整形医院・株式会社スヴェンソン社エグゼクティブアドバイザーなどの要職を歴任する。

## 人物
- 母は、富山県富山市で八百屋を生業していた家の6人きょうだいの長女。金持ちではないが両親共に働き者で妹二人弟二人が十分に暮らして行かれる賑やかで仲の良い家族だった。祖父（母の父）は芝居が好きで、ご贔屓の役者たちを自宅に呼んでは食事をさせたり、小遣いを上げたりしていた[7]。
- 実業家で前夫の山野凱章との間に生まれた2男2女の子供がいる[12]。
  - 長女・魅力学研究家 中原晴美[13]、
  - 長男・品川一治株式会社トボガンCEO
  - 次女（故）ライター[14]品川実花[15]
  - 次男・お笑い芸人、監督、ユーチューバー品川祐[16][12]。
- 美容家の山野愛子は姑。山野美容専門学校校長の山野愛子ジェーンは義姪[12]。
- 美しき美貌から恋多き女性と知られている。息子の品川祐は「アメトーーク!の番組内で「1人目の夫は山野愛子美容学校の息子で実業家の山野凱章。その前後に大ヒットテレビシリーズ『木枯し紋次郎』の原作者としても知られる小説家・笹沢左保と交際。2007年、悪役俳優でも鳴らした片岡五郎と再婚した」と華麗なる母の男性遍歴を自慢する[17]。

## 著書
山野路子名義
- 装い（1967年、池田書店）
- 現代変身術入門 貴女を変える（1970年11月、集団形星）
- 山野路子のチャーム・ポイント（1972年、毎日新聞社）
- 愛の魅力学 彼をとりこにする128のテクニック（1974年、読売新書）

品川路子名義
- 愛縛（1997年8月1日、中央公論社）　ISBN 4120027139
- ビジネスマンできる顔だめな顔（実業之日本社 1998年7月18日）　ISBN 4408102733
- 息子よ（海竜社 2009年4月1日）　ISBN 9784759310573

マダム路子名義
- おしゃれ志願（1978年7月、海竜社）
- マダム路子とセクシーにやせよう（1983年3月、テレビ朝日ブックス）
- マダム路子の女ざかりのシェイプアップ（1983年3月、海竜社）　ISBN 4759300805
- こんな女（ひと）がビューティスペシャリストで成功する（1984年7月、主婦と生活社）
- 活性体操でやせる!（1984年12月、小学館）　ISBN 4093930112
- こんな女がビューティ・スペシャリストで成功する（主婦と生活社 1984年7月）
- お世話になります 娘が親を看取るとき（1985年11月、海竜社）　ISBN 4759301321
- 小説やせずにはいられない（1987年9月1日、角川文庫）　ISBN 4041705010
- あなたも業界でスターになれる（1988年4月12日、角川文庫）　ISBN 9784041705025
- ハイテク和風美容整形の秘密と魅力学（1989年1月1日、海竜社）　ISBN 4759302239
- もうデブとはいわせない 5か月10kg減量大作戦（1989年2月1日、角川文庫）　ISBN 4041705037
- 四十代の男たちへ 管理職の器量・度量・力量（1992年6月1日、ぱる出版）　ISBN 4893862839
- 続・40代の男たちへ 管理職・一流の条件（1992年12月1日、ぱる出版）　ISBN 4893862995
- 謹啓愛しき男たちへ ビジネスマンのダンディズム（1993年10月1日、ぱる出版）　ISBN 4893863576
- 三十五歳からの女へ こころとからだの人生論（1993年3月5日、ぱる出版）　ISBN 4893863177
- いま、四十代を生きる女へ 素敵な自分と出会う10のヒント（1993年8月28日、海竜社）　ISBN 475930360X
- 体験的愛人論 ある作家との愛（1994年9月1日、講談社）　ISBN 4062072416
- 大恋愛ノススメ（1995年6月10日、ハローケイエンターテインメント）　ISBN 4584181969
- 中年よ大志を抱け 志がこころとからだを活性化する（1996年3月1日、ビジネス社）　ISBN 4828406735
- 母はやめられない（1996年3月29日、ビジネス社）　ISBN 4828406727　ISBN 4828406727
- 男も女も『魅力顔』を創る（1999年11月28日、プロスパー企画 ）　ISBN 4938695383
- 男は愛嬌・女は度胸（1999年5月、プロスパー企画）　ISBN 4938695235
- 『魅力学』入門 自分を生かし人を動かす八つの原則（1999年2月14日、プロスパー企画）　ISBN 4938695219
- どくだみ美ジネス・山中光江の神通力（2000年4月1日、プロスパー企画）　ISBN 4938695448
- 今の自分を「変えたい!」あなたに（2001年9月1日、KKロングセラーズ）　ISBN 4845406810
- 絶対に失敗しないパーフェクトメイク（2003年9月1日、海竜社）　ISBN 4759307672
- はじめての講師デビューノート 折り返しの人生にライトがあたる!（2003年12月1日、明日香出版社）　ISBN 4756906915　※片岡五郎共著
- 品川家のしあわせ 愛があれば大丈夫!! 強欲な母とけなげな子供たち（2005年12月1日、KKロングセラーズ）　ISBN 4845420953
- 勝負顔 顔は世界にひとつしかないあなただけの広告塔（2006年8月3日、ユウメディア）　ISBN 4902089246　※片岡五郎共著
- マダム路子の超美肌術 今が一番!10年前よりもきれいになる（2007年7月1日、ユウメディア）　ISBN 9784902089394
- 凛と輝く魅力学🄬（2017年9月27日、ごきげんビジネス出版）　ISBN 978-4908355783

## プロデュース

### YouTube 放送番組
- 「マダム路子チャンネル」
- 「石原樹里＆JOY　Fasicination Club Channel TV」
- 「東海林のり子×岡野あつこ 大人の時間」
- 「AZCO Divorce ＆ Marriage チャンネル」
- 「国際魅力学会 「魅力人に聴く」」
- 「俳優・江口信の柳川・BANZAI!!」
- 「芝楽寄席　柳亭芝楽」
- 「大江戸八百八町わそうび情報局」

## 出演

### テレビ
日本テレビ
- 踊る!さんま御殿!!
- 太田光の私が総理大臣になったら…秘書田中。
- 誰だって波瀾爆笑[18]
- 大人の恋の展覧会

TBSテレビ
- リンカーン
- サンデージャポン]
- クイズ日本語王
- 爆報! THE フライデー
- 私の何がイケないの? - 次男品川祐と出演[19]

フジテレビ
- 知りたがり - 準レギュラー
- リビング11
- お笑い芸人親子で漫才王座決定戦スペシャル
- あっぱれ!!さんま新教授
- ライオンのごきげんよう
- 芸能界PTAワケあり芸能人の親大集合SP
- どーも気になるあの人

テレビ朝日
- 発汗!シェイプUP - 司会
- モーニングショー
- 爆笑問題の検索ちゃん

テレビ東京
- クラブナンNO１バ―ワンMC

読売テレビ
- ダウンタウンDX[20]

関西テレビ
- ウラマヨ!

朝日放送
- プラスワン

BSフジ
- クイズ!脳ベルSHOW[21]

### ラジオ
ニッポン放送
- 高嶋ひでたけの特ダネラジオ 夕焼けホットライン

### YouTube配信
- 「マダム路子チャンネル」
- インターネットTV「JapanアクターズTV」
- 「人生の並木路」
- 「Michiko チャンネル」
- 「トビケンの見たい聴きたい言わせたい」
- 「YEN蔵先生、教えて？！」
- 「AKIZUKI座長のエンタメトーク」
- 「AKIZUKI座長のQな話 エンタメトーク」
- 「泣いて！笑って！元気になる　マダム路子・片岡五郎の「人生の並木道」」
- 「トビケンの雑学千夜一夜」
- 「YEN蔵先生 男と女の経済学」
- 「Enjoy Life　～五郎・マダム～」

### WEBニュース
- AGE100PRESS（人生100年時代協議会）　※https://www.age100.or.jp/pressreleases
- 東証一部上場企業スターティアラボごきげんビジネス 　※https://www.startialab.co.jp/information/2015/07/17/182
- 2019年7月7日より人生「自分史」を人生100年時代協議会とスターティアラボごきげんビジネスと連携連載中　　※https://www.age100.or.jp/age100press/topics/age100press-2208/?fbclid=IwAR3GvxRYAhM20SleYzCZVVYIixLzLWA6BY6yfR6mKSdf4sqk3hJdrXSUUhI
- AGE100PRESS（人生100年時代協議会） -  東証一部上場企業スターティアと連携し、2019年7月7日より「自分史」を配信開始[22]。